# Билур, Гулам Ахмед
Гулам Ахмед Билур (англ. Ghulam Ahmad Bilour; род. 25 декабря 1939 года, Пешавар) — пакистанский государственный деятель, бывший министр железных дорог, прославившийся своими исламистскими высказываниями.
В 1965 году участвовал в предвыборной кампании Фатимы Джинна. В 1975 году был избран в Сенат Пакистана. Был депутатом Национального собрания Пакистана в 1988–1993, 1997–1999 и с 2008 года, причём на одних из своих выборов (1990) победил на округе Беназир Бхутто.

## Скандальное заявление
22 сентября 2012 года объявил о вознаграждении, равном $ 100 000, для того, кто убьёт автора фильма «Невинность мусульман». Кроме вознаграждения за убийство, он призвал к данному действию лидеров террористических (по мнению Совета Безопасности ООН) организаций «Талибан» и «Аль-Каида», активистам которых он тоже даст деньги, если они совершат убийство режиссёра. Министр понимает, что его слова являются преступлением, но, по его мнению, «нет иного выхода заставить богохульников бояться». «Я призываю наших братьев из движения Талибан и Аль-Каиды присоединиться к народу Пакистана в этой священной миссии. Они должны участвовать в этом деле, угодном Аллаху наравне с другими. Тем, кто преуспеет, я заплачу 100 тысяч долларов». «И если в будущем кто-нибудь сделает что-нибудь столь же богохульное, то я опять заплачу 100 тысяч за его убийство», — заявил министр. 
Его собственная Национальная партия Авами, левого и светского толка, дистанцировалась от заявления своего министра, зато экстремистская организация Техрик-е Талибан Пакистан за проявленный им «настоящий дух ислама» удалила его из списка своих мишеней. Пресс-секретарь правительства Пакистана прокомментировал заявление Билура следующим образом: «Нам очень стыдно, что один из самых либеральных министров говорит такие нелепые вещи». Однако в 2015 году Билур, на этот раз уже просто депутат, вновь обещал вознаграждение уже в $ 200 000 за голову собственника французского сатирического журнала «Charlie Hebdo» и компенсацию в $100 000 семьям террористов, убивших 11 человек в редакции издания.